# Бортеневская битва
Бортеневская битва — сражение, произошедшее 22 декабря 1317 года у села Бортенево, в котором тверской князь Михаил Ярославич разбил объединённое войско московского князя Юрия Даниловича и темника Золотой Орды Кавгадыя, вторгшееся в пределы Тверского княжества. В этом сражении тверичи взяли в плен жену князя Юрия Даниловича (сестру ордынского хана Узбека Кончаку) и брата князя Бориса.

## Предыстория
После смерти в 1304 году предыдущего великого князя, Андрея Александровича, на великокняжеский ярлык, выдаваемый ханом Золотой Орды, претендовали Михаил Ярославич Тверской и Юрий Данилович Московский, который согласно лествичному закону престолонаследия никаких прав на великокняжеский престол не имел, поскольку его отец умер, не заняв великокняжеского престола. Они поехали в Орду к хану Тохте, который назначил великим князем Михаила Тверского. По возвращении из Орды в 1305 году Михаил пошёл с войском на Москву, но взять её не сумел.
Михаил стал первым князем, которому было поручено собирать в Орду дань с той части Руси, которая была подвластна великому князю владимирскому (кроме Рязанского княжества). Новый ордынский правитель — хан Узбек — в 1315 году подтвердил права Михаила, который вернулся с татарским войском и разгромил новгородцев. Новгород отправил послов в Орду жаловаться на Михаила, но тверичи переловили их по пути.
Юрий Даниилович Московский в 1317 году женился на принявшей православие сестре хана, Кончаке, и добился для себя великого княжения. С собой он привёл ордынское войско под командованием военачальника Кавгадыя. Под Костромой Михаил Ярославич без боя уступил великое княжение Юрию. Но вскоре Юрий Московский убедил Кавгадыя вторгнуться в Тверскую землю. По приказу Кавгадыя пришло воевать с Тверью и новгородское войско. Под Торжком новгородское войско было разбито Михаилом Тверским, после чего Михаил двинулся против москвичей.

## Битва
После битвы у Торжка Юрий Данилович Московский «съ Татары и съ всею силою Суждалскою» начинает «воевати Тверскую волость», затем «вси князи Суждальстiи» подходят вместе с великим князем и татарами к переправе у Волги. Событие 22 декабря 1317 года произошло на территории современного Степуринского сельского поселения Старицкого района Тверской области возле деревни Балашутино вблизи бывшей деревни Бортенево у ручья Остраганец (Строганец), впадающего в реку Шошу.
Союзниками князя Юрия Даниловича выступили новгородцы. Чтобы соединиться с ними, Юрий и Кавгадый устремились к броду через Волгу (в районе города Старица). Михаил Ярославич Тверской повёл войско до нынешних Иванищ, а затем, упреждая Юрия, пошёл на восток в район Татарок. Здесь состоялась встреча двух сторон в излучине реки Шоши недалеко от ручья Остраганец.
«И была битва великая и сеча злая, и помог Бог князю Михаилу Ярославичу Тверскому, и побежал князь великий Юрий Данилович Московский… А Кавгадый повелел дружные свои стяги поврещи и неволею сам побежал в станы» — этот отрывок из «патриаршей летописи» запечатлён на гранитном камне мемориала «Бортеневская битва». Михаил Тверской взял в плен «князiи много».

## Итоги
В результате битвы тверское войско захватило в плен жену и брата московского князя. Кавгадый сам на следующий день сдался Михаилу. Кавгадый и его люди говорили Михаилу: «Мы ныне твои есть; а приходили мы на тебя с князем Юрием без повеления ханова, и в том мы виноваты, и боимся от государя опалы, что таково дело сотворили и много крови пролили».
В Орде не простили тверскому князю своего позора, сыграло роль и то, что жена Юрия (сестра Узбека) умерла в тверском плену. В следующем 1318 году Михаил Ярославич был вызван в Орду. Состоялся ханский суд, после которого князя заключили в колодки. Через месяц Михаил Тверской был убит людьми Юрия Даниловича и Кавгадыя. Князь знал, что в Орде его ждёт смерть, и всё-таки предпочёл добровольно пойти на казнь, сохранив тем самым жизни тысячам своих подданных в Тверской земле .

## Память
Бортеневское поле находится в 30 км к юго-востоку от Старицы. До 1917 года на краю деревни Бортенево стояла часовня, служился благодарственный молебен в честь победы Михаила Тверского в битве. Сейчас на месте битвы создан мемориальный комплекс: установлен памятный гранитный крест и воссоздана часовня Михаила Тверского.
В селе Степурино Старицкого района Тверской области, рядом с местом Бортеневской битвы, создаётся музей Михаила Тверского, а годовщина этого сражения станет ежегодным межрегиональным праздником.
Бортеневская битва изображена в романе Дмитрия Балашова «Великий стол» из цикла «Государи Московские».

Бортеневское поле
Памятный гранитный крест
Табличка у памятного креста
Часовня Михаила Ярославича
Стела у часовни